# نيل روبرتس (لاعب كرة قدم)
نيل روبرتس (بالإنجليزية: Neill Roberts)‏ (30 مارس 1954 بديربان في جنوب أفريقيا - ) هو لاعب كرة قدم جنوب أفريقي في مركز الهجوم. لعب مع تورونتو بليزارد وMinnesota Strikers ‏ وMinnesota Thunder ‏ وإدمونتون دريلرز ‏ وتامبا باي راوديز وأتلانتا تشيفز ونادي أمستردام ‏ ونادي ديربن سيتي وشيكاغو ستينغ وMaritzburg F.C. ‏ وساكرامنتو غولد ‏ وسَاكرامنتو غولد ‏ وويتشاتا وينغز ‏.